# Artaxa hemixantha
Artaxa hemixantha är en fjärilsart som beskrevs av Collenette 1938. Artaxa hemixantha ingår i släktet Artaxa och familjen tofsspinnare. Inga underarter finns listade i Catalogue of Life.